# Picolinsäure
Die Picolinsäure (Pyridin-2-carbonsäure) ist eine organische Verbindung, die zu den Heterocyclen (genauer: Heteroaromaten) zählt. Sie bestehen aus einem Pyridinring, der mit einer Carboxygruppe (–COOH) substituiert ist. Sie gehört mit den anderen beiden isomeren Nicotinsäure und Isonicotinsäure zur Stoffgruppe der Pyridincarbonsäuren mit der Summenformel C6H5NO2.

## Geschichte
Die Verbindung wurde erstmals 1879 durch den österreichischen  Chemiker Hugo Weidel als Oxidationsprodukt von 2-Picolin erhalten.

## Darstellung
Durch Oxidation, z. B. mittels Kaliumpermanganat (KMnO4), entsteht aus 2-Picolin die Picolinsäure.

## Verwandte Verbindungen
Von der Picolinsäure leitet sich namentlich die Dipicolinsäure (Pyridin-2,6-dicarbonsäure) ab, die in unmittelbarer Nachbarschaft zum Stickstoffatom des Pyridins zwei Carboxygruppen trägt.